# بنزیل بنزوات
بنزیل بنزوات (به انگلیسی: Benzyl benzoate) یک ترکیب شیمیایی با شناسه پاب‌کم ۲۳۴۵ است. شکل ظاهری این ترکیب، مایع بی‌رنگ است.